# KO Весов
KO Весов (лат. KO Librae) — одиночная переменная звезда в созвездии Весов на расстоянии (вычисленном из значения параллакса) приблизительно 1937 световых лет (около 594 парсеков) от Солнца. Видимая звёздная величина звезды — от +14m до +13,5m.

## Характеристики
KO Весов — эруптивная неправильная переменная звезда (I:).